# さすらいのライダー
さすらいのライダー（Then Came Bronson）は、アメリカの青春アドベンチャー・ドラマ。1969年9月から1970年4月まで、NBCにより放送された。日本では、1974年10月2日から1975年4月13日まで東京12チャンネル系(現テレビ東京)で放送されたが、ほぼ同時期に系列局外の地方局でも放送されている。「さすらいのライダー」の他、「さすらいのライダー・ブロンソン」や「ブロンソンがやってきた」という邦題も知られている。

## 番組概要
主演は当時、新進気鋭として期待され、ジョン・ヒューストン監督の『天地創造』で主役のアダムを演じ、クエンティン・タランティーノ監督・脚本の『キル・ビル』などに出演したマイケル・パークス。ハーレーダビッドソン・スポーツスター1969年型 1969 XLH Sportster 900 に乗って、「足の向くまま、気の向くまま」に旅をするジム・ブロンソンという役柄を演じている。アドベンチャー・ドラマと分類されるが、娯楽性は少ない。自分の進むべき道、生きる意味を、旅で様々な人間と出会う事によって、見出そうとする青年の物語である。制作はMGM-TV。全エピソードがオール・ロケーションで、スタッフ、キャストはともに移動、まさに「寝食をともにした撮影」を敢行した。
日本でも米国放送中の1970年初頭には、このドラマが紹介されているが、実際に放送されるまで時間を要した（日本語版の制作は1972～1973年にかけて行われている）。1シーズン26話分のみの放送で、物語の発端を描いたパイロット版(2時間)は放送されていない。1999年にCSスーパーチャンネル（現・スーパー!ドラマTV）で放送され、2000年にリピート放送されたが、この時もパイロット版の放送はなかった。

## あらすじ
カリフォルニアの新聞社に記者として勤めていたジム・ブロンソン。ある事件が彼の人生を変えてしまう。「俺はどこにいるんだ！ 俺は誰なんだ！」 そう叫びながら自殺してしまった親友。その叫びが心に深く突き刺さってしまい、ジム自身も生に疑問を抱いた。ジムは親友の残したオートバイ、ハーレーダビッドソンにまたがり、生きる意味、そして自分の存在の意味を探す「放浪の旅」に出かける（パイロット版）。旅先で出会う様々な人々。ある時は自閉症の子供の治療に人生を賭ける男。ある時はノンプロのピッチャー。人里遠い山中に一人暮らす老婆。彼女は何を考え、そして何を求めて生きていたのだろうか。老婆は嘘の思い出を、素晴らしい空想をジムに語り、そして突然逝ってしまった。自分の生きる意味を、ジムとは違う方法で見つけようとする男。その無謀とも言える方法に、家族は一言の文句も言わず従っている。山奥の村で兄とともに地域医療に従事する女。だが彼女は兄を自動車事故で亡くしてしまい、進み行く道に迷い、途方に暮れている。そんな人々とある期間共に行動する事で、その出会いは一生の思い出として、心に刻まれていく。今日も新たな土地、出会いを求めてハーレーダビッドソンは走り行く。

## キャスト
- ジム・ブロンソン：マイケル・パークス(声：柴田侊彦)

## 音楽
放送終了から40年以上経過した2013年に、アメリカで2枚組のサウンドトラック盤が発売された。劇中で使用されている挿入歌は、エンディング曲「ロング・ロンサム・ハイウェイ」他、そのほとんどをマイケル・パークス自らが歌っている。曲を提供したのはジェームズ・ヘンドリックス　James Hendricks (ジミヘンとは別人)である。なお、「ロング・ロンサム・ハイウェイ」は、1970年全米ヒット・チャート20位にランキングされた。

## 日本語版制作スタッフ
- 制作・配給:MGM、東京12チャンネル
- 東京12チャンネル担当:時崎克彦、野上一彦

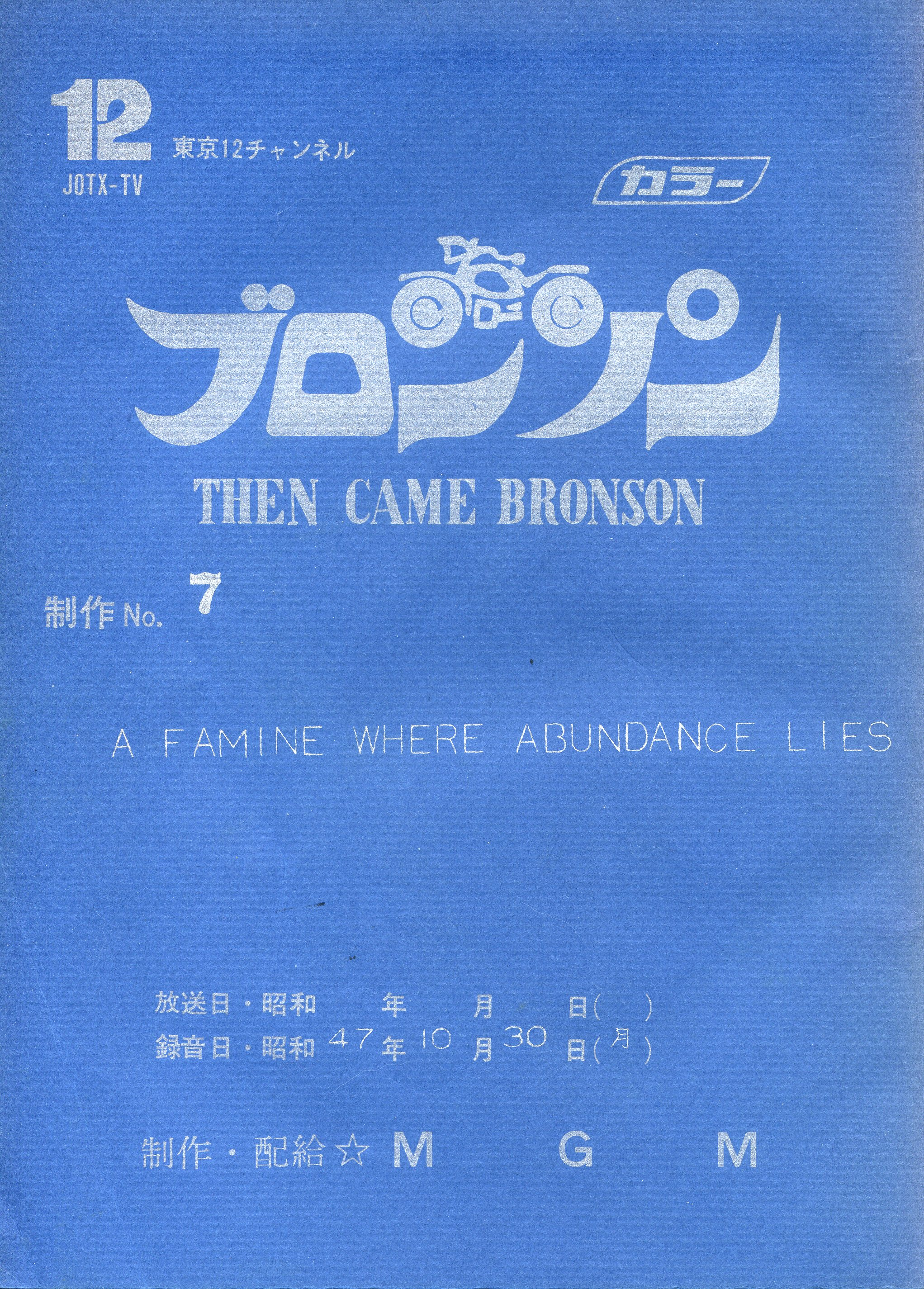
日本語版台本表紙：須田博光氏提供

- 東北新社(TFC)担当:古橋豊
- 翻訳:森みさ
- 効果:TFCグループ
- 収録スタジオ:東京・赤坂TFCスタジオ
- 調整:飯塚秀保
- 演出:加藤敏

## 日本での放送時間
| 放送期間  | 放送期間  | 放送時間（JST）   |
| --------- | --------- | ----------------- |
| 1974.10.2 | 1975.3.26 | 水曜23:00 - 23:55 |
| 1975.4.6  | 1975.4.13 | 日曜23:00 - 23:55 |

## エピソード
放送順は、テレビ東京(当時は東京12チャンネル)放送時のものに拠ります。
| 日本放送順     | 米順 | テレビ東京放送時サブタイトル | スーパーチャンネル放送時サブタイトル | オリジナル・サブタイトル                           | ストーリー | 日本初回放映日 | 米初回放映日   |
| -------------- | ---- | ---------------------------- | ------------------------------------ | -------------------------------------------------- | --- | -------------- | -------------- |
| パ イ ロ ッ ト | P    | 未放送                       | 未放送                               | Pilot: "Then Came Bronson"                         | サンフランシスコの新聞社に記者として働いていたジム・ブロンソン。ある日、金門橋の橋桁での自殺志願者の取材に出かける。そこで見たものは、今まさに自殺しようとする親友の姿だった。ジムは必死に説得を試みるが、その甲斐なく橋桁から飛び下りてしまった。その時の親友の叫びが心に残り、彼自身も生や進み行く道に疑問を抱く。親友が残したバイク、ハーレーダビッドソンを彼の妻から譲り受け、疑問を解決すべく放浪の旅に出発する。直後、ジムは海岸である女性と出会う。彼女をタンデムシートに乗せての二人旅が始まる。                                              | 未放送         | 1969年4月24日  |
| 第 01 話       | 1    | 「執念のドクター」           | 「ザ・ランナー」                     | "The Runner"                                       | ジムは旧知のドリスと再会する。彼女の父エドワード・ハンラハン博士は、重度の自閉症の子供たちを引き取り、自ら考案した「ハンラハン療法」を用いた治療を行う施設を運営していた。ジムは施設で治療アシスタントをする事に。ジムは彼のバイクに興味を持った「ランナー」とあだ名されるジョニーの担当を買って出た。ジョニーは施設の中でも最も重傷の子供で物事に興味を示さず、ひたすら自分の殻に閉じこもっていた。そんなジョニーがはじめて興味を見せたのがジムのバイクであった。ジムとジョニーは急速に親しくなっていく。                                            | 1974年10月2日  | 1969年9月17日  |
| 第 02 話       | 17   | 「納屋の裸体壁画」           | 「イーグル・マインド」               | "The Gleam Of The Eagle Mind"                      | ブレーキが故障した車で事故を起こしたヨアンという放浪の絵描きの紹介で、農家の納屋のペンキ塗りを手伝う事になった。熱さを避けるため夜中に作業をすすめたが、赤一色に塗れという注文が気にいらなかったヨアンは、突然ひらめいたインスピレーションにより、女性の裸体画を描いてしまった。翌朝、それを見て農家の主人は大激怒。妻はショックで倒れ、周辺の物見高い人々は遠巻きに見物を、そして壁画を200ドルで譲って欲しいという申し出まで来る始末。更に3人の男が「あれのモデルは自分の妻だ」とヨアンとジムに、あらぬ疑いまでかけてきた。                          | 1974年10月9日  | 1970年1月21日  |
| 第 03 話       | 2    | 「オールド・バイク野郎」     | 「バイク“フィアスコ”」               | "The Old Motorcycle Fiasco"                        | ある山奥のガソリン・スタンドで給油をしたが、ガソリンではなく「除草液」を入れられてしまい、修理のため足止めをくらってしまう。その場に居合わせたバイクに詳しいアレックスの援助を得て、彼の家で修理する事になる。アレックスは、今は妻のノーラに遠慮して乗っていないが、いにしえのバイク野郎であった。かつての愛車を大切に保管している姿を見たジムは、今回のついでに愛車の整備もしてはどうかと勧める。 | 1974年10月16日 | 1969年9月24日  |
| 第 04 話       | 7    | 「35年目の対決」             | 「午後3時13分」                      | "The 3:13 Arrives at Noon"                         | 交通事故を起こして修理のため街に足止めを食ったジム。相手の男が事故の責任を認めず、保険関係の手続きがうまくいかなかったからだ。その男、エド・ヘミングスは町の実力者だった。元マフィアの彼は、35年前に親友でやはりマフィアの大物だったクレイ・ターナーを賞金欲しさに警察に密告し、その金を元に事業を起こして現在の地位を築いたのであった。そのターナーが仮釈放になって帰ってくる事が確定的になり、町は大騒ぎになっていた。そんな時、ジムと交通事故を起こしてしまったのである。                                                                          | 1974年10月30日 | 1969年10月29日 |
| 第 05 話       | 20   | 「白熱のオートバイ・レース」 | 「ダンスのお相手」                   | "Mating Dance for Tender Grass"                    | 砂漠で開催されるオートバイレースを見学するため、会場に向かう。途中、ポンコツバイクに乗ったインディアンのグループに出会う。リーダーのボイジに挑戦されるが、ジムは受けなかった。だが、バイクのパーツを盗まれ、犯人が返してくれなかったので出発する事もできず、レースに参加する事になった。ボイジは一等になって賞品の新品バイクを獲得して気のあるテンダーグラスを後に乗せたいと思っていた。 | 1974年11月6日  | 1970年2月11日  |
| 第 06 話       | 21   | 「山への挑戦」               | 「ザ・マウンテン」                   | "The Mountain"                                     | 峠超えをしていたジムは、絵描きの女性と出会う。彼女の夫は、その作品を読んだことのある有名な作家だと知って興味を持ったジムは、彼女の夕食への誘いを受け、その夜、自宅を訪ねた。ジムとウイルソン・フォードは意気投合し、フォードの作品に出てくる登場人物や生き方について議論を戦わせ、その勝敗を、フォードが取り組んでいた目前にそびえ立つ冬山に登ることで決めようということになった。妻の心配を他所に、二人は登山を開始する。 | 1974年11月13日 | 1970年2月18日  |
| 第 07 話       | 3    | 「揺れ動く女心」             | 「嘘」                               | "A Famine Where Abundance Lies"                    | 山越えをしていたジムは、後から追い越しをかけてきた二人乗りのバイクに接触されて転倒してしまう。ジムには怪我はなかったが、接触してきたバイクの運転手が背中を打ってしまい、病院に運ばれた。幸い怪我は軽く、その運転手が自らの過失を認めたため、ジムは軽い供述を求められただけで解放された。その後、ジムは保安官に森でのキャンプの許可を取り、そこで仕事を探す事に。そして、バイクの後ろに乗っていたローリーの母モニカが経営するキャンプ場の雑役夫として働く事にした。                                                                                    | 1974年11月20日 | 1970年4月1日   |
| 第 08 話       | 5    | 「闘牛とオートバイ」         | 「トランペットは何処に?」            | "Where Will the Trumpets Be?"                      | 5年前に別れた恋人モルガナの招きで闘牛士の家を訪れる。彼女は今や、その闘牛士の妻であった。ジムはモルガナの真意を図りかねていた。夫ミゲルはバイクに興味を持ち、ジムも闘牛に興味を持った事からお互いに交換教授をする事になった。モルガナは夫が何故バイクなどに夢中になるのか訝る。ジムはモルガナの妹ベラと親しくなっていくが、モルガナは心中穏やかではなかった。そして、交換教授の結果を試す時が来た。 | 1974年11月27日 | 1969年10月15日 |
| 第 09 話       | 9    | 「帰ってきた男」             | 「昨日への旅」                       | "A Long Trip to Yesterday"                         | ハイウェイで故障のため立ち往生する黒人男性と出会う。援助を申し出るが、男は「いらないからとっとと行け」とそっけない。結局、ジムのバイクに牽引されて修理屋まで行く事になった。修理は簡単に済んだが、修理屋の親父は人の弱みにつけこんで大金を請求してきた。払わなければバイクを差し押さえると強気だ。所持金が少なかった男は支払いを拒否するが、このままでは埒があかないと判断したジムが、不足分を出す事になり、二人は修理屋を離れた。男は母親の葬式のため実家に帰る途中だった。借りた金を兄から工面して返すのでついて来いという。                        | 1974年12月4日  | 1969年12月10日 |
| 第 10 話       | 13   | 「速射砲投手ウイリー」       | 「スピットボール・キッド」           | "The Spitball Kid"                                 | 極度の金欠のため、ある実業団の野球部入部テストを受ける。スイッチ・ヒッターでパンチのある打力が買われて合格する。早速、チームのエース、ウイリーとの対戦が組まれる。ジムは彼の投球の癖をすばやく見抜き、投げる球をメッタ打ちにした。ウイリーは素質ある若者だった。プロのスカウトも彼の実力を認め、今度視察に来るとの話だ。だが、肝心の度胸が足りなかった。そういう性格を人に悟られまいとして虚勢を張って自信満々な言動をとっているのだった。 | 1974年12月11日 | 1969年12月17日 |
| 第 11 話       | 19   | 「結婚出来る日が来るまで」   | 「ラッキー・デー」                   | "Lucky Day"                                        | 「根の葉の会」のハロルドの家を後にし、リノでアルバイトをしながら大学に通っているイトコのイブの元を訪れる。イブが同じ大学に通うレイと婚約した、という話を聞いたからだ。食事会を開いて2人の婚約を祝うが、その席でイブがジムがいるうちに結婚式を挙げたいと言い出し、ジムが付添い人を務めることで話は決まった。いざ挙式という段階になって、イブが急にゴネだした。いわく、場所が気に食わない、花嫁衣装が着たいということだった。場所はともかく、ジムが金を出して身支度をして式を挙げることにした。                                                         | 1974年12月18日 | 1970年2月4日   |
| 第 12 話       | 11   | 「空しい再会の約束」         | 「神と世界」                         | "All the World and God"                            | 子犬に怪我をさせ、治療のため山奥の診療所に運び込むジム。そこにいたのはバーバラという女性だった。意気投合して話をしていくうちに、医者だった兄を交通事故で亡くし、途方に暮れているバーバラの苦しい胸の内を知ることに。兄の残した患者たちを、一人一人往診するバーバラの姿を通して揺れ動く心を感じ取ることができた。彼女は「人の為だけに生きてきた生活をやめて、自分の為だけに生きて行きたい」と考えていた。 | 1974年12月25日 | 1969年12月3日  |
| 第 13 話       | 4    | 「銀の夢への別れ」           | 「時はめぐる」                       | "A Circle of Time"                                 | 山岳部を走行中、上り坂に車を止めて、なにやら車に罵声を浴びせながら棒で叩いている老婆を見かけたジムは、気になって声をかけてみた。すると、タイヤが全部パンクした厄介物を谷底に落とすから手伝えと言う。しょうがなく手伝ったジムは、そのまま老婆を家まで送る事にした。電気も電話もない山奥に一人で住んでいる老婆。金は出せないが、家で働いて欲しいと懇願されてしまう。彼は老婆の土地に銀鉱があると信じ込んで掘削を狙っている山師がいるという事を知って、しばらく滞在する事にした。                                                                        | 1975年1月2日   | 1969年10月8日  |
| 第 14 話       | 26   | 「湖畔の慕情」               | 「さすらいのライダー」               | "What's an Ark Without Centaurs?"                  | ダム湖に浮かぶヨットの持ち主ガスと知り合いになった。彼のヨットの掃除を頼まれ、ジムは快く引き受けた。掃除をするうち、ガスにはリアという娘がいることを知った。リアとガスの親子は、ジムの眼から見てもうまくいっているようには見えなかった。事実、髪の長さやバイク族というだけで若者を敵視する父親に反感を抱き、2人は事あるごとに対立していたのだった | 1975年1月15日  | 1969年10月1日  |
| 第 15 話       | 14   | 「逞しいインディアン」       | 「壁に向かって」                     | "Against a Blank Cold Wall"                        | しばらくぶりで叔父と電話連絡を取ったジム。イトコでインディアンの血を引くトニーの消息を知る。話によると、すべてにやる気をなくし砂漠で野宿をしているという。トニーと再会したジムは、彼が断食をしていることを知った。理由を問うが、「宗教的理由」としか答えなかった。トニーに収入がないため、妻リンダや息子のマイクは、ヘビやトカゲを食べて飢えをしのいでいた。しばらく滞在する事にしたジムは、トニーの行動の理由を知る事に。 | 1975年1月22日  | 1969年12月24日 |
| 第 16 話       | 10   | 「黒い噴水に惹かれる男」     | 「たったの2パーセント」              | "Two Percent of Nothing"                           | 金欠のため油田の試掘の仕事をする事にした。報酬は1日6ドルちょっとと安かったが、石油が出たあかつきには油田の権利の2％が貰えるという。ジムは、旅の資金を確実に稼ぎたかったので油田の権利を放棄して1日12ドルを要求した。会社は資金的に完全に行き詰まっており、とても支払う事のできない金額だった。社長のマクロードは黒い噴水、湧き出る石油の魅力にとりつかれた男だった。妻パットは夫の夢を実現するため頑張っていた。だが、近頃は自分の生活に疑問を持ち始めていた。                                                                                        | 1975年1月29日  | 1969年11月26日 |
| 第 17 話       | 16   | 「情感あふれる曲」           | 「ギターに唄に」                     | "A-Pickin' an' A-Singin'"                          | 通りがかりのドライブインで音楽コンテストが開催される事を知ったジムは、出場する事にした。店内の様子を探ってみると、アルバイトのビリーがギターを弾いていた。やはりコンテスト出場を考えているという事だった。彼はビリーと1曲軽いセッションをやった後、ビリーからの申し出でコンビとして出場する事にした。結果は優勝。ドライブインから専属出演の誘いがあったが、ジムは全く興味がなかったので断った。だが、他に思惑があったビリーに口説かれて渋々承諾してしまった。                                                                                         | 1975年2月5日   | 1970年1月14日  |
| 第 18 話       | 8    | 「話しの家」                 | 「 ランナウェイ 」                   | "Old Tigers Never Die—They Just Run Away"          | 山越えレースが開催されるという話を聞きつけ、参加するためにある町を目指す。その途中、靴屋のジョンとその彼女のローレンと知り合った。その時、彼らとは一言二言言葉を交わしただけだったが、後にジムが参加するレースの主催者がジョンという事を知る。街道沿いの「話しの家」という家を見つけたジムは興味本位で訪問する。家主はオリバーという老人だった。彼は街道を通り過ぎて行く人々を家に招き、日替わりでテーマを決めて談笑議論をして交流を深めていたのだった。ジムはオリバーと意気投合し、レースに合わせて居候する事にした。                                | 1975年2月12日  | 1969年11月5日  |
| 第 19 話       | 23   | 「森林の迷路からの脱出」     | 「太古の森」                         | "The Forest Primeval"                              | カリフォルニアのロス・パドレス・ナショナル・フォレストに差しかかったジムは、しばらくの間、森でキャンプをして過ごすことにするが、道路が途中でなくなっていることに気付かず、崖からバイクごと転落してしまう。幸い、怪我はなかったが、バイクは大破してしまった。ジムは車載工具など、限られた条件の中で何とか動かすだけの最小限の修理を施して崖下から脱出する。だが、迷路のような森は、ジムの行く手を阻んだ。 | 1975年2月19日  | 1970年3月4日   |
| 第 20 話       | 22   | 「汚される水」               | 「静かな水」                         | "Still Waters"                                     | 海岸線を走行中、動けなくなったアザラシを見かける。そこでピティという少女と出会う。彼女は新聞の記者で、地元の海が、工場や利益を優先した埋め立てによって生態系が破壊されると主張していた。ピティの父トレインは、元々大新聞の記者であったが、小さいながら現在の新聞社を起こし、誰にも遠慮のいらない言論活動を行っていた。だが、その一つとして取り組んだ環境問題が、地元住民の反感を買い、広告をキャンセルされるなど、危機を迎えていた。 | 1975年2月26日  | 1970年2月25日  |
| 第 21 話       | 18   | 「未知への短い旅」           | 「未開の地」                         | "That Undiscovered Country"                        | 「根の葉の会」という小さな宗教集団のハロルド・ミューラーという18歳の青年と知り合い、彼の家で週末を過ごす事にする。この宗教団体は外部の人や情報をできるだけ避けて暮らしているのであった。ハロルドは幼馴染で同じ教徒のドロシーと結婚する事が決まっており、式も間近に迫っていた。そんな時ジムが現れたのである。バイクの運転を習い、街の刺激的魅力や以前から興味のあった航空デザインの仕事の話をするうちに、街に行きたい、そして夢を実現したいという衝動にかられ、ジムのバイクを無断拝借してリノの街へ家出してしまう。                                    | 1975年3月5日   | 1970年1月28日  |
| 第 22 話       | 24   | 「私の宇宙は広がった」       | 「99マイル範囲」                     | "The Ninety-Nine Mile Circle"                      | ガス欠のために立ち往生しているキャッツという初老の男と出会う。キャッツをバイクの後に乗せてガソリンスタンドを探し、車まで戻って来たが、今度はジムのバイクのチェーンが切れてしまい、先のガソリンスタンドまでキャッツの車で運んで貰うことになった。チェーンの交換が必要だったが、82キロ離れた町まで買いに行かなければならなかった。それを聞いたキャッツは、別に急ぐ旅ではないからと往復164キロの付き合いを申し出る。二人は自己紹介をしながらの小さな旅をする。                                                                                           | 1975年3月12日  | 1970年3月11日  |
| 第 23 話       | 15   | 「死の家の魔女」             | 「シビル」                           | "Sybil"                                            | 砂漠を抜けて山間部に入ったジムは、谷間に響く笛の音に引かれるように「あたしは魔女」と言うシビルと出会った。彼女は車の故障で立ち往生していた。二人は意気投合して魔女や魔術について語り合い、シビルの家へ招待される形で送って行く事になった。シビルの家は悪魔教の信教をしていた。兄が中心となって集会など布教活動をおこなっていた。兄は、今度大きな集会を開催するにあたってシビルを霊界との交信役、すなわち霊媒として使おうとしていた。 | 1975年3月19日  | 1969年12月31日 |
| 第 24 話       | 9    | 「大人への旅立ち」           | 「ハートの中の熱い思い」             | "Your Love is Like a Demolition Derby in My Heart" | 水分補給のため立ち寄ったスクラップ屋で、「レオ坊」とあだ名されるレオナ・メイという少女と出会う。レオナは兄と二人暮らしであったが、兄のもとを離れて街に出て行く事を考えていた。周りは彼女の事を男の子扱いし「レオ坊」と呼んでいた。レオナはそんな状況を嫌って周囲に反発する。ジムは彼女の誰よりも女らしくありたいという気持ちを感じとり、彼女の願いのままデートをする。彼女は自分は一人前の女だ、そして今度開催されるポンコツカー・ダービー(デモリション・ダービー/自動車破壊ぶち壊し競争)に出場して優勝賞金を獲得し、それをもとに独立すると宣言する。 | 1975年3月26日  | 1969年11月19日 |
| 第 25 話       | 6    | 「苦しみの谷に光が」         | 「雷」                               | "Amid Splinters of the Thunderbolt"                | 以前、ハガキを貰った友人のバッキーを訪ねたジムは、山羊を連れた妊婦メリーと出会う。二人が雨宿りのために避難した小屋に、彼女を迎えに来た男はバッキーだった。メリーはバッキーの恋人だったのだ。思わぬ再会にバッキーは喜ぶが、戸惑いも隠さなかった。ジムはバッキーの現在の生活、牧師として働いていた彼は、神に仕える事より、愛するメリーと暮らすという、自分に正直な道を選んでしまった事に罪悪感を持って生活をしていると感じた。 | 1975年4月6日   | 1969年10月22日 |
| 第 26 話       | 25   | 「白い船から逃れて」         | 「メリー“R”」                        | "The Mary R"                                       | 6年ぶりに叔父のハーマンの元を訪れる。彼が金銭的に困窮しているという噂を聞いたからだ。ハーマンは漁師であったが、持ち船の"メリーR"丸は老朽化が激しく、修理のために漁に出ることができず、収入が途絶えてしまっていた。船を修理屋に出すこともできずに、彼は息子のカールと2人で修理を行っていた。ジムは修理を手伝うことにしたが、ハーマンの妻ベスは「迷惑だ」と言う。ベスは後妻だった。前妻の子カールのことを心配していたが、2人の関係はきこちなかった。 | 1975年4月13日  | 1970年3月25日  |

## その他
- DVDは、パイロット版(国際版・北米版の2バージョン、共に字幕なし)が発売されているものの、シリーズ26話分に関してはDVD化されていない。
- 毎回のオープニング「信号待ちのドライバー」との会話は、パイロット版で放浪の旅に出発した直後の1シーンからの流用である。
- 東京12チャンネルでの放送とスーパーチャンネルでの放送ではサブ・タイトルや放送順がまるで違う。スーパーチャンネルの方は放送順はほぼオリジナルでサブ・タイトルは直訳に近く(意味不明な部分もある)、12チャンネルのサブ・タイトルの方は登場人物の心に残る台詞等がサブ・タイトルに使われている場合が多く、その点で内容を端的に表していると言える[8]。
- ジムの正式な名はジェームス[9]。カリフォルニア州オークランド出身[10]。彼は故郷に家族を残して旅に出た。その理由は「家族という絆が煩わしく感じたから」[11]と説明している。
- 第5話にテンダー・グラス役で出演したのはシンガー・ソング・ライターのバフィー・セント＝メリーである。劇中歌っているのは、自身の曲　"The Piney Wood Hills"　同じ頃、彼女は映画『いちご白書』で主題曲「サークル・ゲーム」を歌っている。
- 同じく、第5話劇中で開催されたオフロード・レースの賞品は、ハーレーダビットソン・スポーツスター 1970年型。尚、ジムは保安部品を外しただけの自分のバイクでレースに出場している事になっているが、走行中のバイクを注意深く見ると、全く別物のバイクに乗っているのがわかる。それはパイロット版や毎回のオープニングで砂浜を走るシーン等も同様である。